# Autoworld

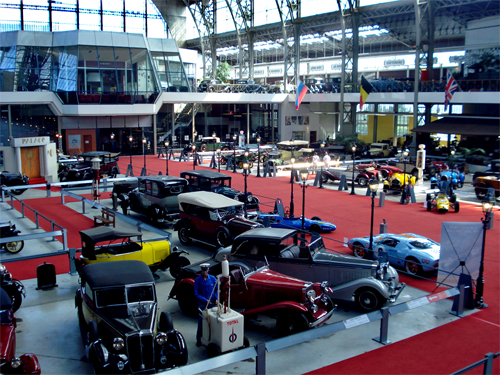
Autoworld interiör.

Autoworld är ett bilmuseum i Bryssel. Det ligger i en av de utställningshallar som ligger i parken Cinquantenaire och öppnade 1986. På museet visas en varierande utställning av olika veteran- och konceptbilar från Europa och Nordamerika. Här finns bland annat det belgiska lyxbilsmärket Minerva representerat.